# ライムンド・バアムシュアガー
ライムンド・ムンドル・バームシュアガー（Raimund "Mundl" Baumschlager, 1959年11月25日 - ）は、オーストリアのラリードライバー。

## 経歴
1978年にライセンスを取得して以来長年に渡ってラリーレースで活躍。オーストリアラリー選手権において1993年に初タイトルを獲得し、2017年には12回目のタイトルを獲得した。世界ラリー選手権にも参戦経験があり、12レースに出走している。
主にラリーで活躍しているドライバーであるが、サーキットレースにも出場した経験を持つ。ニュルブルクリンク24時間レースやスパ・フランコルシャン24時間レースに出場した他、ドイツ・スーパーツーリング選手権 (STWカップ) にも出場した。この内スパ24時間では1997年に4位入賞を果たし、ニュル24時間でも2004年にクラス優勝する好成績を残している。